# Burg Bellamont
Die Burg Bellamont ist eine abgegangene Burg in Bellamont, einem Ortsteil der Gemeinde Steinhausen an der Rottum, im Landkreis Biberach in Oberschwaben.

## Lage
Die Burg befindet sich auf rund 690 Meter über Normalnull in Ortslage neben der Kirche St. Blasius von Bellamont, rund 7,5 Kilometer südwestlich von Ochsenhausen und rund 7 Kilometer nordwestlich des Tristolzer Berges. Sie wird weiträumig von der Bellamonter Rottum umflossen, die sich in Ochsenhausen mit der Steinhauser Rottum zur Rottum vereinigt und Teil des Flusssystems Donau ist.

## Geschichte
Die Burg wurde im 13. Jahrhundert vermutlich von den Herren von Bellamont erbaut, 1216 erwähnt und 1719 zum Kirchenbau abgebrochen. Erster Besitzer der Burg war das Haus Habsburg. Danach folgten die Herren von Stein, die Herren von Neidegg und das Kloster und spätere Reichsabtei Ochsenhausen. Von der Burg, die nur ein schwach bewehrtes Steinhaus war, ist nichts erhalten.